# Glashütten (Franken)
Glashütten település Németországban, azon belül Bajorországban. Lakosainak száma 1362 fő (2023. december 31.).

## Népesség
A település népessége az elmúlt években az alábbi módon változott:
| Lakosok száma | 499  | 653  | 1039 | 1052 | 1432 | 1422 | 1393 | 1399 | 1365 | 1362 |
|               | 1875 | 1950 | 1975 | 1987 | 2012 | 2014 | 2016 | 2017 | 2021 | 2023 |